# كين أوكوبو
كين أوكوبو (5 مايو 1941 هيروشيما اليابان - ) هو لاعب كرة قدم ياباني، يلعب كمهاجم.